# Bohuslav Kučera
Bohuslav Kučera (ur. 26 marca 1923 w Lomnicy nad Popelkou, zm. 11 marca 2006 w Pradze) – czechosłowacki prawnik i działacz państwowy, minister sprawiedliwości (1968), wieloletni parlamentarzysta Zgromadzenia Narodowego (1960–1990) i jego wiceprzewodniczący (1971–1990), prezes Komisji ds. Ścigania Zbrodni Nazistowskich oraz lider Czechosłowackiej Partii Socjalistycznej (1968–1990). 

## Życiorys
Zarówno przed wojną, jak i w okresie studiów prawniczych na Uniwersytecie Karola w Pradze działał w młodzieżowym ruchu narodowych socjalistów (1945–1948). Po przekształceniu ruchu w Czechosłowacką Partię Socjalistyczną (Československá Strana Socialistická, ČSS) w 1948 został jej członkiem. Pełnił obowiązki sekretarza Klubu Poselskiego ČSS (1950–1954) oraz sekretarza jej najwyższych władz (1954–1960). Od 1960 do 1990 sprawował mandat posła do Zgromadzenia Federalnego (w latach 1971–1990 był jego wiceprzewodniczącym). Na fali odwilży 1968 został wybrany prezesem ČSS oraz ministrem sprawiedliwości (od kwietnia do grudnia 1968, od 1969 do 1971 był ministrem-członkiem Rady Ministrów). W sierpniu 1968 zasiadł w czechosłowackiej delegacji na rozmowy moskiewskie, jednak nie uczestniczył w negocjacjach z KPZR i tzw. umowie moskiewskiej. Funkcję szefa ČSS zachował do aksamitnej rewolucji. Od grudnia do stycznia 1990 pełnił obowiązki przewodniczącego Frontu Narodowego (Národní front). 
Od 1968 do 1990 przewodniczył Komisji ds. Ścigania Zbrodni Nazistowskich. Był prezesem Czechosłowackiej Rady ds. Bezpieczeństwa i Współpracy w Europie (1977–1990).